# Temporada 2012 de Auto GP World Series
La Temporada 2012 de Auto GP World Series es la tercera temporada del campeonato con la denominación de Auto GP y la decimotercera en total. La temporada empieza el 11 de marzo en Monza y termina el 23 de septiembre en Sonoma. El ganador de la temporada es Adrian Quaife-Hobbs mientras que en el de escuderías fue Super Nova International.

## Cambios en el reglamento
- Cada carrera corta de cada ronda durará un mínimo de 90km, en lugar de los 70km anteriores y se le introducirá un pit-stop obligatorio.[1]
- Se introduce a los monoplazas un sistema deoverboost system similar al usado en la Fórmula 2.[2]

## Escuderías y pilotos
| Escudería                | N.º | Piloto              | Rondas |
| ------------------------ | --- | ------------------- | ------ |
| Campos Racing            | 1   | Facu Regalia        | 1–5    |
| Campos Racing            | 1   | Pippa Mann          | 7      |
| Campos Racing            | 2   | Giuseppe Cipriani   | 1–6    |
| Campos Racing            | 3   | Max Snegirev        | 1–6    |
| Team MLR71               | 5   | Sergio Campana      | 1–5    |
| Team MLR71               | 5   | Giacomo Ricci       | 7      |
| Team MLR71               | 71  | Michele La Rosa     | Todas  |
| Virtuosi UK              | 6   | Matteo Beretta      | 1      |
| Virtuosi UK              | 6   | Sten Pentus         | 2      |
| Virtuosi UK              | 6   | Francesco Dracone   | 3–7    |
| Virtuosi UK              | 7   | Pål Varhaug         | Todas  |
| Zele Racing              | 8   | Giacomo Ricci       | 1, 3   |
| Zele Racing              | 8   | Matteo Beretta      | 2      |
| Zele Racing              | 8   | Sten Pentus         | 4–5    |
| Zele Racing              | 8   | Sergio Campana      | 7      |
| Zele Racing              | 9   | Peter Milavec       | 2      |
| Zele Racing              | 9   | Juan Carlos Sistos  | 5      |
| Zele Racing              | 9   | Antônio Pizzonia    | 7      |
| Super Nova International | 10  | Adrian Quaife-Hobbs | Todas  |
| Super Nova International | 11  | Victor Guerin       | 1–5    |
| Euronova Racing          | 12  | Sergey Sirotkin     | 1–6    |
| Euronova Racing          | 14  | Antonio Spavone     | 1–5    |
| Euronova Racing          | 14  | Sergio Campana      | 6      |
| Euronova Racing          | 14  | Kotaro Sakurai      | 7      |
| Ombra Racing             | 23  | Adderly Fong        | 1, 4   |
| Ombra Racing             | 23  | Yann Cunha          | 2–3    |
| Ombra Racing             | 23  | Antônio Pizzonia    | 6      |
| Ombra Racing             | 23  | Antonio Spavone     | 7      |
| Ombra Racing             | 45  | Giancarlo Serenelli | 1–5, 7 |
| Ombra Racing             | 45  | Rafael Suzuki       | 6      |
| Manor MP Motorsport      | 32  | Daniël de Jong      | Todas  |
| Manor MP Motorsport      | 33  | Chris van der Drift | 1–6    |

## Calendario
Un calendario con 7 rondas fue publicado el 23 de diciembre de 2011.
| Ronda | Ronda | Circuito                            | País           | Fecha            | Acompañado por |
| ----- | ----- | ----------------------------------- | -------------- | ---------------- | -------------- |
| 1     | R1    | Autodromo Nazionale Monza           | Italia         | 11 de marzo      | WTCC           |
| 1     | R2    | Autodromo Nazionale Monza           | Italia         | 11 de marzo      | WTCC           |
| 2     | R1    | Circuit Ricardo Tormo               | España         | 1 de abril       | WTCC           |
| 2     | R2    | Circuit Ricardo Tormo               | España         | 1 de abril       | WTCC           |
| 3     | R1    | Marrakech Street Circuit            | Marruecos      | 15 de abril      | WTCC           |
| 3     | R2    | Marrakech Street Circuit            | Marruecos      | 15 de abril      | WTCC           |
| 4     | R1    | Hungaroring                         | Hungría        | 6 de mayo        | WTCC           |
| 4     | R2    | Hungaroring                         | Hungría        | 6 de mayo        | WTCC           |
| 5     | R1    | Autódromo de Algarve                | Portugal       | 3 de junio       | WTCC           |
| 5     | R2    | Autódromo de Algarve                | Portugal       | 3 de junio       | WTCC           |
| 6     | R1    | Autódromo Internacional de Curitiba | Brasil         | 22 de julio      | WTCC           |
| 6     | R2    | Autódromo Internacional de Curitiba | Brasil         | 22 de julio      | WTCC           |
| 7     | R1    | Infineon Raceway                    | Estados Unidos | 23 de septiembre | WTCC           |
| 7     | R2    | Infineon Raceway                    | Estados Unidos | 23 de septiembre | WTCC           |

## Campeonato de Pilotos
- Sistema de puntuación:

| Carrera   | Carrera | Carrera | Carrera | Carrera | Carrera | Carrera | Carrera | Carrera | Carrera | Carrera | Carrera | Carrera |
| Posición  | 1º      | 2º      | 3º      | 4º      | 5º      | 6º      | 7º      | 8º      | 9º      | 10º     | PP      | VR      |
| --------- | ------- | ------- | ------- | ------- | ------- | ------- | ------- | ------- | ------- | ------- | ------- | ------- |
| Carrera 1 | 25      | 18      | 15      | 12      | 10      | 8       | 6       | 4       | 2       | 1       | 1       | 1       |
| Carrera 2 | 20      | 15      | 12      | 10      | 8       | 6       | 4       | 3       | 2       | 1       | 0       | 1       |

| Pos | Piloto              | MON | MON | VAL | VAL | MAR | MAR | HUN | HUN | ALG | ALG | CUR | CUR | SON | SON | Puntos |
| --- | ------------------- | --- | --- | --- | --- | --- | --- | --- | --- | --- | --- | --- | --- | --- | --- | ------ |
| 1   | Adrian Quaife-Hobbs | 1   | 3   | 2   | 1   | 2   | 4   | 1   | 2   | 1   | 1   | 6   | 12† | Ret | 2   | 221    |
| 2   | Pål Varhaug         | 2   | 1   | 3   | 8   | 3   | 7   | 5   | 1   | 2   | Ret | 2   | 5   | 1   | 5   | 183    |
| 3   | Sergey Sirotkin     | 14  | 4   | 1   | 3   | 6   | 2   | 13† | 3   | 3   | 3   | 3   | 4   | 3   | 1   | 175    |
| 4   | Chris van der Drift | 5   | 2   | 6   | 7   | 4   | 1   | 7   | 5   | 8   | 2   | 5   | 2   |     |     | 127    |
| 5   | Daniël de Jong      | 3   | Ret | 4   | 4   | 7   | Ret | 11  | 12  | 7   | 7   | 4   | 3   | 2   | 6   | 104    |
| 6   | Sergio Campana      | 10  | 13  | 5   | 9   | 1   | 13  | Ret | 7   | 5   | 4   | 11† | 8   | 4   | 3   | 90     |
| 7   | Facu Regalia        | 4   | 9   | 7   | 2   | Ret | 10  | 3   | 10  | 6   | 5   |     |     |     |     | 68     |
| 8   | Victor Guerin       | 15  | 11  | 16† | 5   | Ret | 5   | 2   | Ret | 4   | Ret |     |     |     |     | 46     |
| 9   | Antônio Pizzonia    |     |     |     |     |     |     |     |     |     |     | 1   | 1   | Ret | 12† | 45     |
| 10  | Antonio Spavone     | 8   | 5   | 9   | 11  | 8   | Ret | 8   | 8   | 11  | 9   |     |     | 8   | 4   | 41     |
| 11  | Giacomo Ricci       | 6   | 14  |     |     | 5   | 3   |     |     |     |     |     |     | 5   | 11† | 40     |
| 12  | Giancarlo Serenelli | 9   | 8   | 11  | 12  | 11  | 11  | 4   | 9   | 10  | 6   |     |     | 6   | Ret | 34     |
| 13  | Max Snegirev        | 7   | 6   | 8   | 6   | 13  | Ret | Ret | 11  | 12  | 8   | 10† | 7   | Ret | 7   | 34     |
| 14  | Giuseppe Cipriani   | 11  | 10  | 12  | 14  | Ret | 9   | 6   | 6   | Ret | Ret | Ret | 10  | Ret | Ret | 18     |
| 15  | Sten Pentus         |     |     | 10  | 10  |     |     | 9   | 4   | 14† | Ret |     |     |     |     | 14     |
| 16  | Francesco Dracone   |     |     |     |     | 10  | 8   | 10  | 14  | 13  | 10  | 8   | 9   | Ret | 9   | 14     |
| 17  | Rafael Suzuki       |     |     |     |     |     |     |     |     |     |     | 7   | 6   |     |     | 12     |
| 18  | Yann Cunha          |     |     | 13  | Ret | 9   | 6   |     |     |     |     |     |     |     |     | 8      |
| 19  | Kotaro Sakurai      |     |     |     |     |     |     |     |     |     |     |     |     | 7   | Ret | 6      |
| 20  | Pippa Mann          |     |     |     |     |     |     |     |     |     |     |     |     | 9   | 8   | 5      |
| 21  | Adderly Fong        | 13  | 7   |     |     |     |     | Ret | 13  |     |     |     |     |     |     | 4      |
| 22  | Michele La Rosa     | 12  | 12  | 14  | 15  | 12  | 12  | 12  | Ret | DNS | 11  | 9   | 11  | 10  | 10  | 4      |
| 23  | Juan Carlos Sistos  |     |     |     |     |     |     |     |     | 9   | Ret |     |     |     |     | 2      |
| 24  | Matteo Beretta      | DNS | 15  | 17† | 13  |     |     |     |     |     |     |     |     |     |     | 0      |
| 25  | Peter Milavec       |     |     | 15  | 16  |     |     |     |     |     |     |     |     |     |     | 0      |
| Pos | Piloto              | MON | MON | VAL | VAL | MAR | MAR | HUN | HUN | ALG | ALG | CUR | CUR | SON | SON | Puntos |

| Color     | Resultado                                                               |
| --------- | ----------------------------------------------------------------------- |
| Oro       | Ganador                                                                 |
| Plata     | 2.ª plaza                                                               |
| Bronce    | 3.ª plaza                                                               |
| Verde     | Finalizó en los puntos                                                  |
| Azul      | Finalizó sin puntos                                                     |
| Azul      | NC - No clasificado                                                     |
| Violeta   | Ret - No terminó (Carrera)                                              |
| Rojo      | DNQ - No se clasificó                                                   |
| Negro     | DSQ - Descalificado                                                     |
| Blanco    | DNS - No empezó (carrera)                                               |
| Blanco    | WD - Retirado (fin de semana)                                           |
| Blanco    | C - Carrera cancelada                                                   |
| Sin color | DNP - Inscrito pero no participó                                        |
| Sin color | INJ - Lesionado                                                         |
| Sin color | EX - Excluido                                                           |
| Estado    | Resultado                                                               |
| Negrita   | Pole position                                                           |
| Cursiva   | Vuelta rápida                                                           |
| †         | Abandona, pero clasifica al completar el porcentaje requerido para ello |

## Trofeo Sub-21
| Pos | Piloto              | MON | MON | VAL | VAL | MAR | MAR | HUN | HUN | ALG | ALG | CUR | CUR | SON | SON | Puntos |
| --- | ------------------- | --- | --- | --- | --- | --- | --- | --- | --- | --- | --- | --- | --- | --- | --- | ------ |
| 1   | Adrian Quaife-Hobbs | 1   | 3   | 2   | 1   | 2   | 4   | 1   | 2   | 1   | 1   | 6   | 12† | Ret | 2   | 250    |
| 2   | Sergey Sirotkin     | 14  | 4   | 1   | 3   | 6   | 2   | 13† | 3   | 3   | 3   | 3   | 4   | 3   | 1   | 216    |
| 3   | Pål Varhaug         | 2   | 1   | 3   | 8   | 3   | 7   | 5   | 1   | 2   | Ret | 2   | 5   | 1   | 5   | 208    |
| 4   | Daniël de Jong      | 3   | Ret | 4   | 4   | 7   | Ret | 11  | 12  | 7   | 7   | 4   | 3   | 2   | 6   | 137    |
| 5   | Facu Regalia        | 4   | 9   | 7   | 2   | Ret | 10  | 3   | 10  | 6   | 5   |     |     |     |     | 96     |
| 6   | Antonio Spavone     | 8   | 5   | 9   | 11  | 8   | Ret | 8   | 8   | 11  | 8   |     |     | 8   | 4   | 96     |
| 7   | Victor Guerin       | 15  | 11  | 16† | 5   | Ret | 5   | 2   | Ret | 4   | Ret |     |     |     |     | 66     |
| 8   | Yann Cunha          |     |     | 13  | Ret | 9   | 6   |     |     |     |     |     |     |     |     | 24     |
| 10  | Kotaro Sakurai      |     |     |     |     |     |     |     |     |     |     |     |     | 7   | Ret | 12     |
| 9   | Matteo Beretta      | DNS | 15  | 17† | 13  |     |     |     |     |     |     |     |     |     |     | 9      |
| 10  | Juan Carlos Sistos  |     |     |     |     |     |     |     |     | 9   | Ret |     |     |     |     | 6      |
| Pos | Piloto              | MON | MON | VAL | VAL | MAR | MAR | HUN | HUN | ALG | ALG | CUR | CUR | SON | SON | Puntos |

## Campeonato de escuderías
| Pos | Escudería                | MON | MON | VAL | VAL | MAR | MAR | HUN | HUN | ALG | ALG | CUR | CUR | SON | SON | Puntos |
| --- | ------------------------ | --- | --- | --- | --- | --- | --- | --- | --- | --- | --- | --- | --- | --- | --- | ------ |
| 1   | Super Nova International | 1   | 3   | 2   | 1   | 2   | 4   | 1   | 2   | 1   | 1   | 6   | 12† | Ret | 2   | 267    |
| 1   | Super Nova International | 15  | 11  | 16† | 5   | Ret | 5   | 2   | Ret | 4   | Ret |     |     |     |     | 267    |
| 2   | Manor MP Motorsport      | 3   | 2   | 4   | 4   | 4   | 1   | 7   | 5   | 7   | 2   | 4   | 2   | 2   | 6   | 231    |
| 2   | Manor MP Motorsport      | 5   | Ret | 6   | 7   | 7   | Ret | 11  | 12  | 8   | 7   | 5   | 3   |     |     | 231    |
| 3   | Euronova Racing          | 8   | 4   | 1   | 3   | 6   | 2   | 8   | 3   | 3   | 3   | 3   | 4   | 3   | 1   | 219    |
| 3   | Euronova Racing          | 14  | 5   | 9   | 11  | 8   | Ret | 13† | 8   | 11  | 9   | 11† | 8   | 7   | Ret | 219    |
| 4   | Virtuosi UK              | 2   | 1   | 3   | 8   | 3   | 7   | 5   | 1   | 2   | 10  | 2   | 5   | 1   | 5   | 198    |
| 4   | Virtuosi UK              | DNS | 15  | 10  | 10  | 10  | 8   | 10  | 14  | 13  | Ret | 8   | 9   | Ret | 9   | 198    |
| 5   | Campos Racing            | 4   | 6   | 7   | 2   | 13  | 9   | 3   | 6   | 6   | 5   | 10† | 7   | 9   | 7   | 124    |
| 5   | Campos Racing            | 7   | 9   | 8   | 6   | Ret | 10  | 6   | 10  | 12  | 8   | Ret | 10  | Ret | 8   | 124    |
| 6   | Ombra Racing             | 9   | 7   | 11  | 12  | 9   | 6   | 4   | 9   | 10  | 6   | 1   | 1   | 6   | 4   | 117    |
| 6   | Ombra Racing             | 13  | 8   | 13  | Ret | 11  | 11  | Ret | 13  |     |     | 7   | 6   | 8   | Ret | 117    |
| 7   | Team MLR71               | 10  | 12  | 5   | 9   | 1   | 12  | 12  | 7   | 5   | 4   | 9   | 11  | 5   | 10  | 77     |
| 7   | Team MLR71               | 12  | 13  | 14  | 15  | 12  | 13  | Ret | Ret | DNS | 11  |     |     | 10  | 11† | 77     |
| 8   | Zele Racing              | 6   | 14  | 15  | 13  | 5   | 3   | 9   | 4   | 9   | Ret |     |     | 4   | 3   | 68     |
| 8   | Zele Racing              |     |     | 17† | 16  |     |     |     |     | 14† | Ret |     |     | Ret | 12† | 68     |
| Pos | Escudería                | MON | MON | VAL | VAL | MAR | MAR | HUN | HUN | ALG | ALG | CUR | CUR | SON | SON | Puntos |